# Видний (Ульяновська область)
Видний (рос. Видный) — селище в Мелекеському районі Ульяновської області Російської Федерації.
Населення становить 299 осіб. Входить до складу муніципального утворення Новоселкинське сільське поселення.

## Історія
Від 2004 року входить до складу муніципального утворення Новоселкинське сільське поселення.

## Населення
| 2010 |
| ---- |
| 299  |